# ترغیب‌گران!
ترغیب‌گران! (به انگلیسی: The Persuaders!) نام یک مجموعه تلویزیونی اکشن-ماجراجویی-کمدی بریتانیایی است که در سال ۱۹۷۱ میلادی، از شبکهٔ آی‌تی‌وی پخش شد.
این مجموعه تلویزیونی در بسیاری از کشورها موفق بود و ایران هم در سال ۱۳۵۳ خورشیدی، با نامِ کاوشگران و با دوبلهٔ فارسی از تلویزیون ملی ایران پخش شد.